# Bibliographie der französischen Literaturwissenschaft
Die Bibliographie der französischen Literaturwissenschaft (französisch Bibliographie d'histoire littéraire française), besser bekannt als Klapp, ist die Leitbibliografie der französischen Literaturwissenschaft im deutschen Sprachraum. Sie wurde im Jahre 1963 von Otto Klapp begründet und erscheint seitdem jährlich. Mit dem 24. Band hat seine Tochter, die Romanistin Astrid Klapp-Lehrmann (geb. 1957) die Herausgeberschaft übernommen.
Das Werk erfasst in jedem Jahresband die im Vorjahr erschienenen Monografien, Herausgeberwerke und Zeitschriften, aber auch Einzelaufsätze der französischen Literaturwissenschaft in zahlreichen Ländern. Nach Epochen, Literaten und Sachgebieten getrennt werden sowohl die Monografien und Sammelbände als auch die enthaltenen einzelnen Aufsätze gelistet und durch mehrere Indizes erschlossen. Neuere Bände enthalten um die 15.000 Einträge. Die Bibliographie ist mit Anmerkungen versehen: Hinweise auf Vor- und Nachworte, Anhänge, bibliographische Angaben, Diskussionen etc. und behandelte Autoren, Werke, Themen u. ä. Auch Rezensionen werden aufgeführt. Die Bibliografie ermöglicht die umfassende Recherche zu allen selbständigen wie unselbständigen Publikationen der französischen Literaturwissenschaft.
Seit 2013 steht die Bibliographie auch in einer Online-Version zur Verfügung. In der Datenbank sind die Berichtsjahre ab 1991 in einer Datenbank erfasst. Die Berichtsjahre 1956–1990 wurden retrodigitalisiert und sind als durchsuchbare PDF zugänglich. Die Online-Version wird in den drei Sprachversionen Deutsch, Englisch und Französisch angeboten. Sie wird jährlich aktualisiert und enthält aktuell (Stand 2021) über 400.000 Einträge, davon ca. 113.000 Aufsätze aus Sammelbänden, ca. 177.000 Aufsätze aus Zeitschriften, ca. 105.000 Monographien und Rezensionen und 1.420 ausgewertete Zeitschriften.
"Jeder, ob Student, ob Professor, findet „im Klapp“ alles (oder doch fast alles), was in der ganzen Welt zur französischen Literatur vom Alexiuslied bis heute veröffentlicht worden ist. Und zwar nicht nur zur Literatur in Frankreich, sondern auch in Kanada, in Afrika, Madagaskar, Amerika, Louisiana. Zum Gebrauch dringend empfohlen!"
"On ne peut que redire les qualités de cette Bibliographie qui présente aux historiens de la littérature française un tableau aussi complet que possible de la production annuelle. Cet instrument de reference devrait se trouver sur les rayons d´usuels de toutes les bibliothèques."

## Ausgabe
- Otto Klapp, Astrid Klapp-Lehrmann: Bibliographie der französischen Literaturwissenschaft: 2021. Hrsg.: Astrid Klapp-Lehrmann. Vittorio Klostermann, Frankfurt am Main 2022, ISBN 978-3-465-02978-6.
- Klapp-Online, 1991/2010 (2012)ff.